# Зубов, Антон Михайлович
Антон Михайлович Зубов (10(23).02.1907 — 08.09.1942) — советский художник. В 1935—1941 председатель Курского областного союза художников.

## Биография
Родился в г. Старый Оскол Курской губернии. Учился в Старооскольской единой трудовой школе второй ступени.
По путёвке Курского губкома ВЛКСМ в 1925 году поступил во ВХУТЕИН (Ленинград). Ученик К. С. Петрова-Водкина, В. Е. Савинского, А. А. Рылова.
Во время учёбы и после окончания института работал плакатистом и художником-иллюстратором в Ленинградских отделениях ИЗОГИЗа и УЧПЕДГИЗа.
В 1933—1935 преподавал основы изобразительного искусства и инженерную графику в педагогическом и геологоразведочном техникумах Старого Оскола. В 1935 художник в «Курской правде».
В декабре 1935 г. избран председателем правления Курского областного союза художников.
Был организатором Курской областной картинной галереи. В предвоенные годы организовал в Курске несколько выставок местных живописцев, скульпторов и графиков.
Как художник работал в жанрах портрета и пейзажа, в том числе индустриального.
В 1936 в Курске состоялась большая персональная выставка акварелей и рисунков Зубова, на которой было представлено 120 его работ.
После начала Великой Отечественной войны добровольцем ушёл на фронт. Погиб в бою близ с. Чернышино Думиничского района Калужской области 8 сентября 1942 года.